# Liste der Flughäfen in der Slowakei
Die Liste der Flughäfen in der Slowakei führt alle internationalen Flughäfen in der Slowakei auf. Die zivile Luftfahrtsbehörde der Slowakei klassiert acht Flughäfen als international, drei davon bieten Linienflüge.
| Name des Flughafens Offizielle Bezeichnung               | IATA-Code | ICAO-Code | Eröffnung | Passagiere (2023) | Flugbewegungen (2008) | IFR/VFR | Stadt      | Lage                |
| -------------------------------------------------------- | --------- | --------- | --------- | ----------------- | --------------------- | ------- | ---------- | ------------------- |
| Flughafen Bratislava Letisko Milana Rastislava Štefánika | BTS       | LZIB      | 1951      | 1.813.660         |                       | IFR/VFR | Bratislava | 48.17 17.2125       |
| Flughafen Košice Medzinárodné letisko Košice             | KSC       | LZKZ      | 1950      | 625.053           | 12.932                | IFR/VFR | Košice     | 48.663056 21.241111 |
| Flughafen Nitra Letisko Nitra                            |           | LZNI      |           |                   |                       | VFR     | Nitra      | 48.279444 18.132778 |
| Flughafen Piešťany Letisko Piešťany                      | PZY       | LZPP      | (1926)    |                   |                       | IFR/VFR | Piešťany   | 48.625 17.828333    |
| Flughafen Poprad-Tatry Letisko Poprad-Tatry              | TAT       | LZTT      | 1943      | 72.500            | 7.907                 | IFR/VFR | Poprad     | 49.073333 20.241111 |
| Flughafen Prievidza Letisko Prievidza                    |           | LZPE      |           |                   |                       | VFR     | Prievidza  | 48.766111 18.586667 |
| Flughafen Sliač Letisko Sliač                            | SLD       | LZSL      | 1947      |                   |                       | IFR/VFR | Sliač      | 48.637778 19.133889 |
| Flughafen Žilina Letisko Žilina                          | ILZ       | LZZI      | 1974      |                   |                       | IFR/VFR | Žilina     | 49.231389 18.613333 |

Die fett markierten Flughäfen bieten Linienflüge.
Über den Schengen-Status verfügten im Jahr 2019 jedoch nur die drei Flughäfen Bratislava, Košice und Poprad-Tatry. Das bedeutet, dass auf den anderen Flughäfen auch Fluggäste von innerhalb des Schengen-Raums von den inländischen Fluggästen getrennt abgefertigt werden müssen.